# هولوکاست در اوکراین
هولوکاست در اوکراین در رایخس‌کومیساریات اوکراین در دولت عمومی شکل گرفت. میان ۱۹۴۱ تا ۱۹۴۴، بیش از یک میلیون یهودی که در اتحاد جماهیر شوروی سوسیالیستی زندگی می‌کردند در طی «راه حل نهایی» آلمان نازی به قتل رسیدند. بیشتر این قربانیان در اوکراین زندگی می‌کردند چرا که پیش از جنگ جهانی دوم اغلب یهودیان شوروری در قلمروی اسکان جای داده شده بودند که اوکراین بزرگترین بخش آن به‌شمار می‌رفت.
به گفته تیموتی دی. اسنایدر، «هولوکاست در اصل و وجود خود متصل به Vernichtungskrieg، به جنگ ۱۹۴۱، بود و در اصل و وجود خود متصل به تلاش برای فتح اوکراین.»
از جمله کشتارهای این دوره می‌توان به رویداد بابی یار و کشتار ۱۹۴۱ بیلا تسرکفا اشاره کرد.